# 阿扎尔国徽
阿扎尔自治共和国国徽，是一道由波浪线一分为二的盾徽。中间是格鲁吉亚小国徽的红色小盾徽，盾形，紅地，繪有聖喬治屠龍蛇像。上面有一个银色的骑士（圣乔治），上面戴着金色的光环，上面挂着银色的马，并用银色的尖头和银轴矛头杀死了一条银色的龙。主盾的上半部在绿色的田野上有一个金色的堡垒，下半部的蓝色田野上有三枚金币。
国徽于2008年由阿扎尔最高委员会通过。其使用受到阿扎尔自治共和国宪法和共和国特别法的约束。